# St. Peter (Petersberg)
| St. Peter (Petersberg)                                |                       |
| St. Peter (Liobakirche)                               |                       |
| St. Peter (Liobakirche), vom Rauschenberg aus gesehen |                       |
| Ort                                                   | Petersberg            |
| Konfession                                            | römisch-katholisch    |
| Diözese                                               | Bistum Fulda          |
| Patrozinium                                           | St. Peter             |
| Baujahr                                               | 830er Jahre           |
| Bautyp                                                | Saalkirche mit Krypta |
| Funktion                                              | Pfarrkirche           |

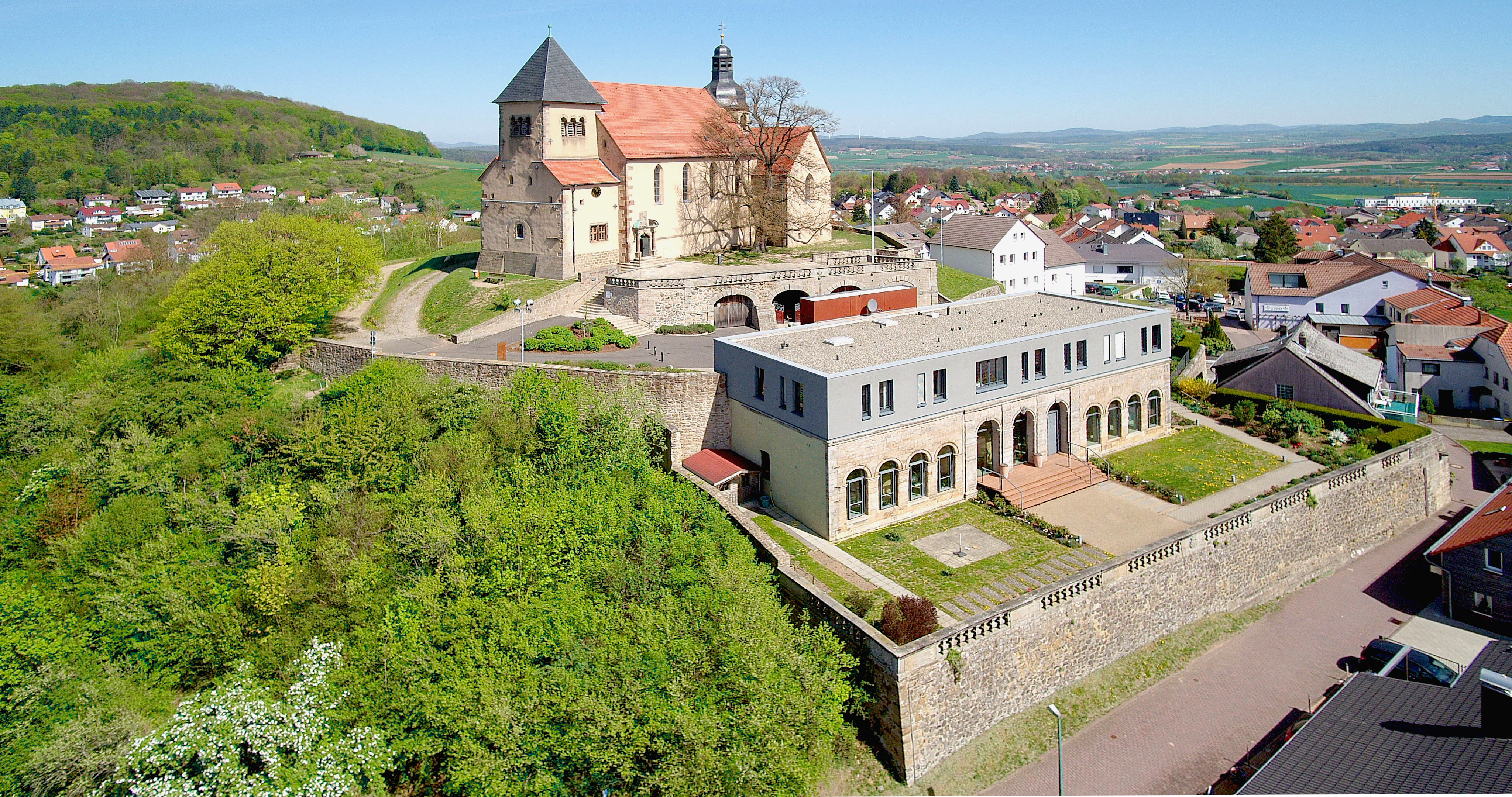
Eingang von St. Peter

Die Kirche St. Peter ist eine dem Heiligen Petrus zwischen 836 und 838 geweihte, mittelalterliche Bergkirche des ehemaligen Benediktinerklosters in Petersberg bei Fulda in Osthessen, die zum Bistum Fulda gehört.
Seit etwa 1020 wurde die Anlage als Mons sanct Petri bezeichnet. Ihre Gewölbe gehören zu den ältesten oberirdischen Kirchenbauten Deutschlands und enthalten bauzeitliche und damit die ebenfalls ältesten erhaltenen Wandmalereien Deutschlands.
In der Krypta war die Heilige Lioba bestattet, weshalb sie auch Liobakirche genannt wird. Seit 1995 befindet sich das Schädel-Reliquiar der Heiligen wieder in der Kirche.
Am 25. September 2016 wurde eine multimediale Kirchenführung eröffnet. Sie ist immer zu den Öffnungszeiten der Kirche zugänglich. 52 Filme zwischen einer und drei Minuten erklären die Kirche und ihre Geschichte im Detail, die Krypta sowie das Leben der Heiligen Lioba.

## Geografische Lage

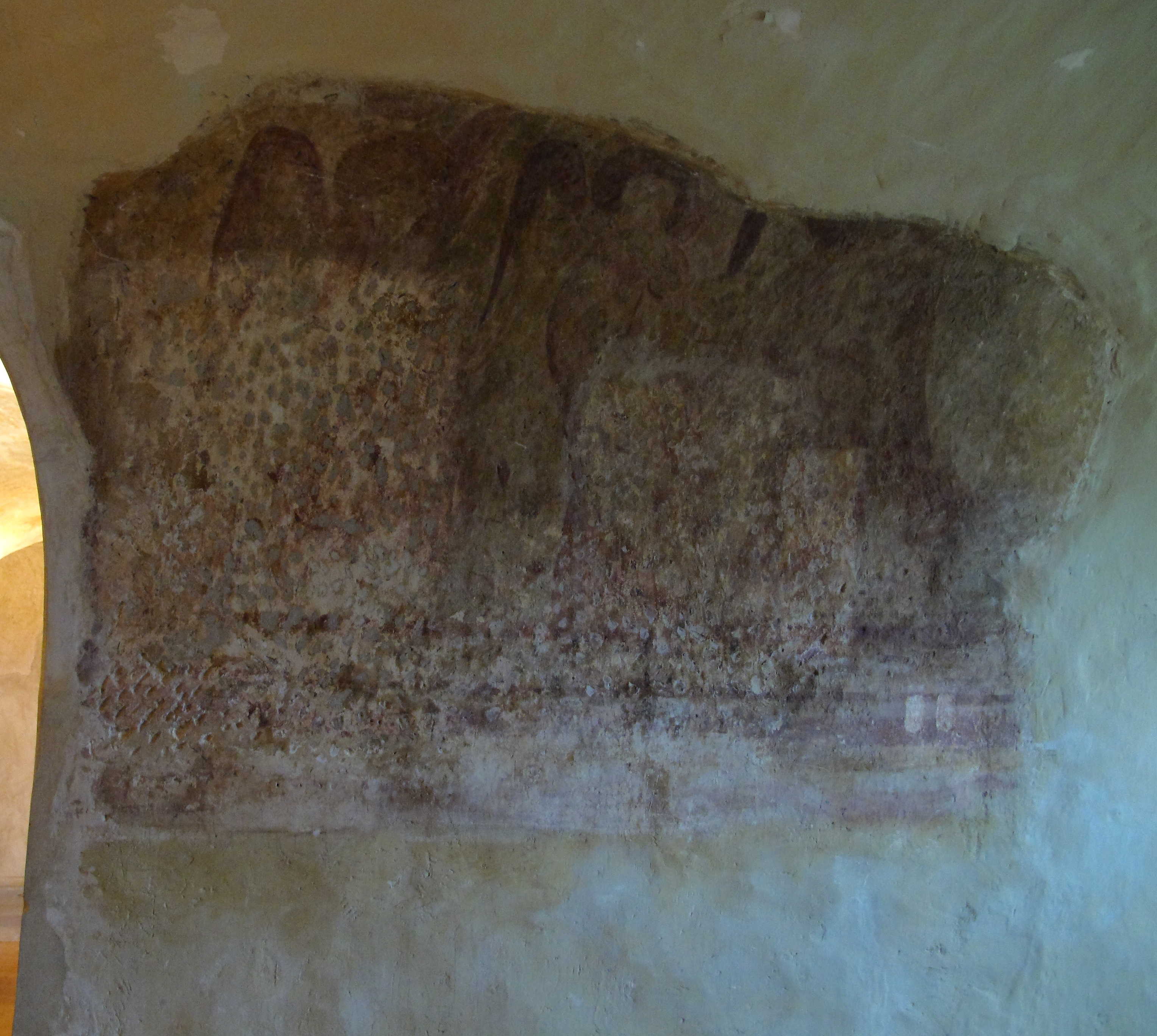
Die ältesten erhaltenen Wandmalereien Deutschlands

Die Bergkirche liegt auf dem alleinstehenden Petersberg, einer Basaltkuppe, im Zentrum des gleichnamigen Ortes bei Fulda und ist durch ihre exponierte Lage weithin sichtbar. Von der Kirche bietet sich ein weiter Ausblick über das Fuldaer Becken mit dem Fluss Fulda, der gleichnamigen Stadt, Petersberg, Künzell und weiteren umliegenden Orten sowie auf das westliche Rhönvorland und die hessische Kuppenrhön.
Von der Schnellfahrstrecke Hannover–Würzburg und der in nur knapp einem Kilometer Entfernung vorbeiführenden Bundesautobahn 7 ist die Kirche auf dem Petersberg gut zu sehen. Seit 2011 weisen dort zwei touristische Hinweisschilder auf die „Grabeskirche der hl. Lioba“ hin.

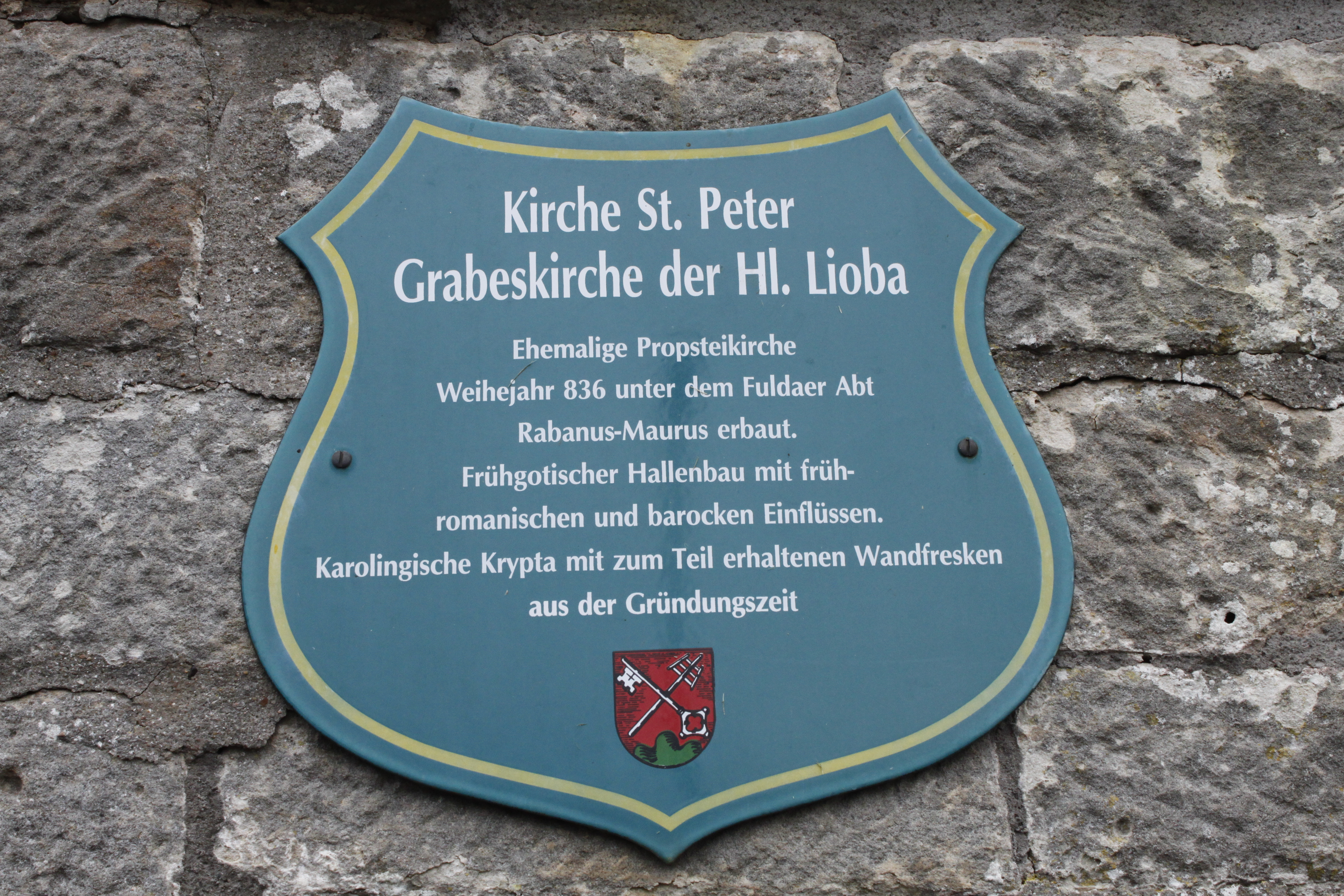

## Geschichte
Eine erste Kirche an dieser Stelle wurde vermutlich unter dem Abt Baugulf von Fulda an der Wende vom 8. zum 9. Jahrhundert errichtet. Der Fuldaer Abt Rabanus Maurus ließ in den 830er Jahren auf dem Petersberg in der Nähe des Klosters Fulda eine dreischiffige Basilika und ein Benediktinerkloster errichten. Zur Weihe der Kirche, die am 28. September 836, 837 oder 838 stattfand, ließ Rabanus Maurus die Gebeine der Heiligen Lioba von der Fuldaer Stiftskirche in die Krypta der Peterskirche überführen.
Nach der Zerstörung der Gebäude auf dem Petersberg durch einen Überfall von Ungarn 915 ließ der Fuldaer Abt Haicho die ausgebrannten Gebäude wiederherstellen. Weitere Beschädigungen erfolgten 1327/1331, in den Bauernkriegen des 16. Jahrhunderts und im Dreißigjährigen Krieg. Die Gebeine der Heiligen Lioba wurden zu einem unbekannten Zeitpunkt wieder in die Stiftskirche nach Fulda gebracht. Der zurückgebliebene leere Steinsarkophag der Heiligen wurde selbst zu einer Stätte, von der Wunderheilungen erwartet wurden. Dazu gibt es in der Krypta der Peterskirche ein barockes Wandbild, das die entsprechende Zeremonie zeigt: Mütter legten die Kleider ihrer kranken Kinder in den leeren Sarkophag, um so die Fürbitte der Heiligen und Heilung für sie zu erlangen, und für einen kurzen Moment auch die Kinder selbst. Die Kinder schrieen vor Schreck, wenn sie in den kalten, dunklen Sarkophag gebettet wurden. Dieser wurde deshalb im Volksmund auch „Schreistein“ genannt. 1915 verbot der damalige Pfarrer diese Praxis.
Im Jahr 1298 wurde in Petersberg aus Abtretungen der Großpfarrei Margretenhaun eine eigene Pfarrei errichtet; die Klosterkirche diente nunmehr auch als Pfarrkirche. Der Grundbesitz der Kirche bildete das Propsteiamt Petersberg.
Im Zuge der Säkularisation wurde das Kloster im Jahre 1802 aufgelöst. Von den alten Klostergebäuden blieb nur die Orangerie erhalten. Die Pfarrei blieb weiter bestehen, bekam 1957 mit der Rabanus-Maurus-Kirche aber eine neue Hauptkirche, St. Peter ist weiterhin aber Pfarrkirche. Im September 2007 wurde zum 1225. Todestag der Heiligen Lioba mit der Cella St. Lioba eine neue Niederlassung der Benediktinerinnen von der heiligen Lioba begründet, die in einem modernen Klosterbau auf den Überresten der Orangerie untergebracht ist. 1995 wurde die Schädelreliquie der Heiligen Lioba in die Krypta der Peterskirche zurückgebracht. Das Reliquiar und der Deckel des Steinsarkophages von 836 sind Werke der Fuldaer Benediktinerin Lioba Munz.

## Baubestand

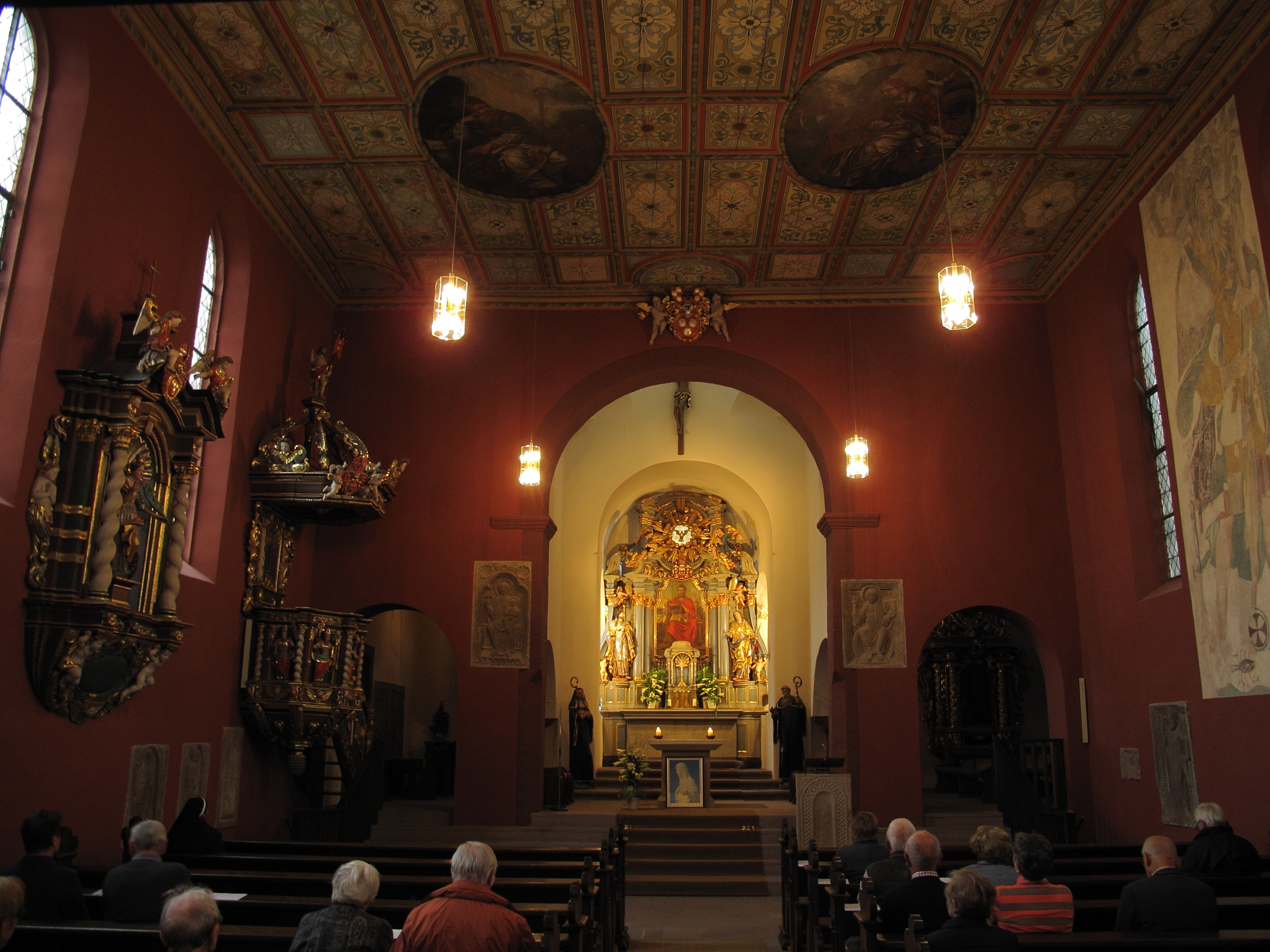
Innenraum, Blick auf den Altar

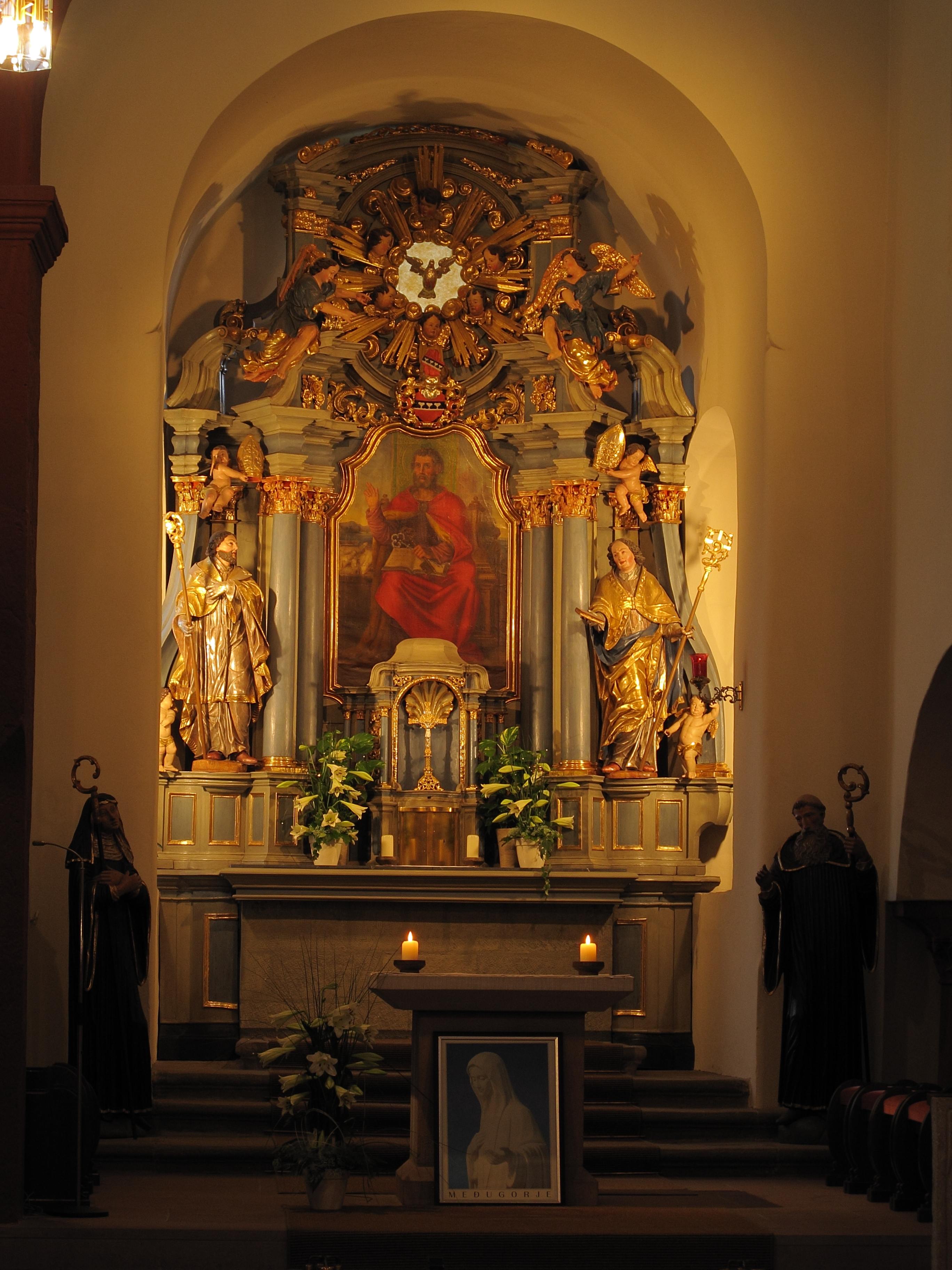
Der barocke Hauptaltar

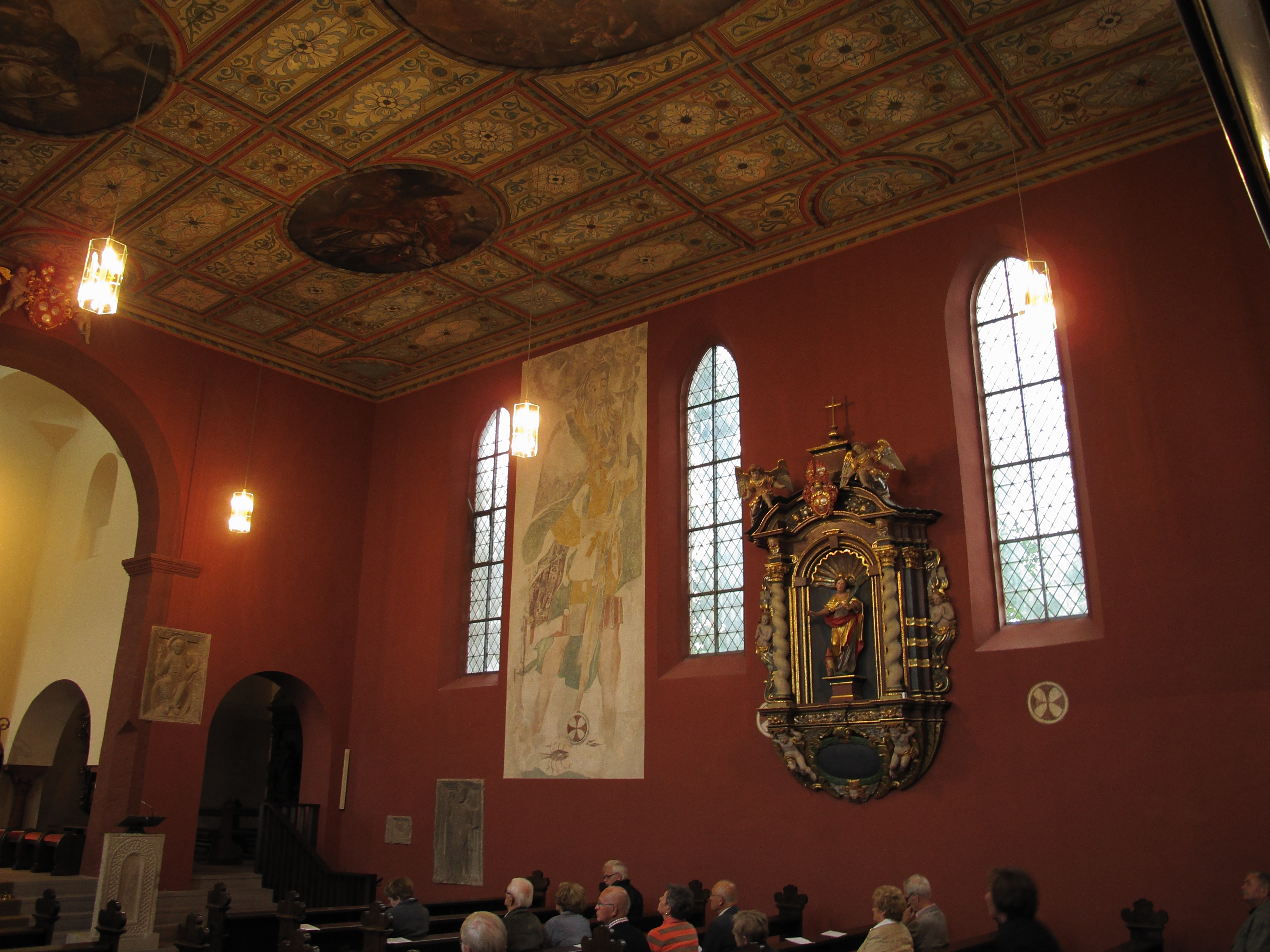
Südwand des Kirchenschiffs

Der dreiteilige Chor, die Vierung und die ebenfalls dreiteilige Krypta weisen zu einem erheblichen Teil aufgehendes Mauerwerk aus der Karolingerzeit auf. In der Krypta befinden sich drei Apsiden mit je einem Altar. Hinter dem mittleren Altar befindet sich der heute leere Sarkophag der Heiligen Lioba. Chorturm und westlicher Glockenturm sind romanisch. Das ursprünglich dreischiffige, ebenfalls romanische Langhaus wurde 1479 durch eine einschiffige, spätgotische Halle ersetzt. Die Dachlandschaft der Kirche besteht aus sechs voneinander unabhängigen Dächern. Die ältesten, die der Kirchenhalle und von Sakristei und Nebenchor, stammen von 1478/80.
Im Barock wurde das Innere der Kirche „modernisiert“, was in späteren Restaurierungsphasen teilweise zurückgenommen wurde. Restaurierungen fanden 1889, 1907, 1930, 1954, 1974 und zuletzt von 2002 bis 2007 statt. Von der Ausstattung hervorzuheben sind acht romanische Steinreliefs aus der zweiten Hälfte des 12. Jahrhunderts.
In der Kirche befinden sich auch Grab und Grabplatte des Fuldaer Chronisten Apollo von Vilbel († 1536). Er war hier Propst und zudem Abt des Klosters Limburg in der Pfalz.

## Orgel

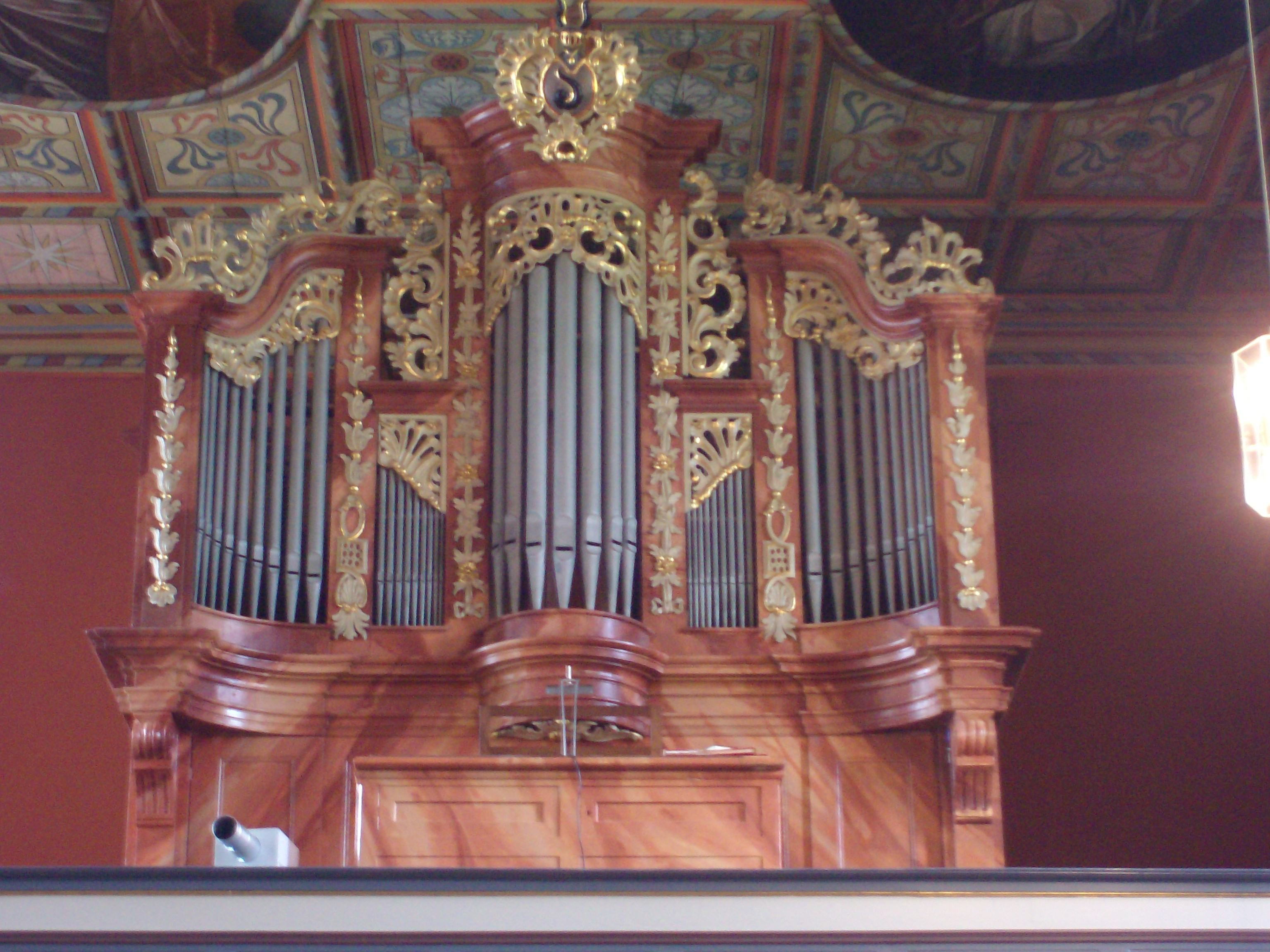
Die Orgel in St. Peter

Die Orgel der Kirche wurde 1895 als op. 523 von Wilhelm Sauer (Frankfurt/Oder) erbaut. Das Instrument hat eine mechanische Kegelladen-Traktur und verfügt über folgende Disposition:
| I. Manual       |           |
| Bordun          | 16′       |
| Principal       | 8′        |
| Viola di Gamba  | 8′        |
| Hohlfloete      | 8′        |
| Gedeckt         | 8′        |
| Octave          | 4′        |
| Floete          | 4′        |
| Rauschquinte II | 2 ⁄3′, 2' |
| Mixtur IV       |           |

| II. Manual       |    |
| Geigenprincipal  | 8′ |
| Salicional       | 8′ |
| Lieblich Gedeckt | 8′ |
| Flauto dolce     | 4′ |

| Pedal     |     |
| Violon    | 16′ |
| Subbass   | 16′ |
| Octavbass | 8′  |

Koppeln: Pedalcoppel, Manualcoppel, Collectivpedal (als Pedaltritte).

## Liste bekannter Pröpste
- Gundelahus, 1174,  HStAM, Urk. 77, 1105
- Berengoz, 1195, HStAM, Urk. 100, 4815
- Hartmann, 1212, HStAM, Urk. 77, 1356
- Rudolph, 1223, HStAM, Urk. 77, 1106
- Berthold, urkundlich erwähnt 1234, HStAM, Urk. 77, 1107 und 1245, HStAM, Urk. 77, 923
- Bertho (II von Leibolz), urkundlich erwähnt 1250, HStAM, Urk. 77, 923, 1257
- Johann, urkundlich erwähnt 1258, HStAM, Urk. 26, 1273
- Gottfried von Steckelberg, um 1299 bis mindestens 1328
- Dietrich von Bimbach (Haus Fuchs), um 1353
- Giso (Gyse) von Haun (Hune), um 1387–1401
- Johann von Buchenau, um 1443–1449
- Johann Nasse von Linsingen, um 1471[20]
- Wilkin von Küchenmeister, 1475–1488
- Philipp von Herda, um 1492
- Apollo von Vilbel, um 1515–1522
- Philipp Schenck zu Schweinsberg, 1536–1550, wurde 1541 Fürstabt und behielt die Propstei bei, auch Propst von Rasdorf, Johannesberg und Frauenberg
- Wolfgang Dietrich von Eusigheim, 1550–1558, gleichzeitig Fürstabt, gleichzeitig Propst von Johannesberg, Frauenberg, zuvor Propst von Holzkirchen, auch von Thulba
- Wolfgang Schutzbar gen. Milchling, 1558-1567, gleichzeitig Fürstabt und Propst auf dem Johannesberg und auf dem Frauenberg
- Balthasar von Dernbach, um 1585
- Johann Friedrich von Schwalbach, um 1608, zuvor Propst auf dem Michaelsberg, auf dem Andreasberg, in Blankenau, 1606 Fürstabt
- Petrus von der Feltz (Fels), 1613 bis mindestens 1624
- Johann Adolf von Hoheneck, 25. Juli 1625 bis 1635, 1633–1635 Fürstabt und gleichzeitig Propst vom Johannesberg
- Joachim von Gravenegg, 1635–1638 (verzichtete 1638), danach Propst von Holzkirchen, gleichzeitig Propst von Michaelsberg
- Matthias Benedikt von Rindtorff, 14. August 1638 bis ?
- Johann Michael von Hochstetten, 30. Oktober 1643 bis ?
- Ämilian von Dalwig
- Gallus von Ostein, 19. Mai 1660 bis ?
- Johann Michael von Hochstetten, bis 1669 (verzichtete)
- Odo von Riedheim, 6. Oktober 1669 – 1690
- Philipp von Spiegel zu Diesenberg, 20. März 1691 bis 1720
- Placidus von Bastheim, 8. Januar 1721 – 1736
- Leopold Specht von Bubenheim, 1736–1738, davor in Sannerz, danach Propst von Neuenberg
- Bonifatius von Hutten, 23. Mai 1738 bis 1739, davor in Holzkirchen und in Thulba
- Karl von Fechenbach, 1739–1753, danach Johannesberg, und danach Andreasberg
- Anton (Antonius) von Hagenbach, 22. Oktober 1753 bis 1758, davor und überlappend Propst in Zella, danach Johannesberg
- Konstantin (Constantinus) Schütz von Holzhausen, 1758-1775, davor in Blankenau
- Lothar (Lotharius) von Breidbach zu Bürresheim, 30. September 1775 bis 1778, davor in Holzkirchen, danach Andreasberg
- Adolf (Adolphus) Freiherr von Hövel, 20. März 1778 bis mindestens 1788
- Sigismund (Sigismundus) von Bibra, 18. August 1794 bis 1802, letzter Propst